# Canale Villoresi
Canale Villoresi je zavlažovací kanál v italské Lombardii. Spojuje řeky Ticino a Adda, vede ze Somma Lombardo do Cassano d'Adda. Je dlouhý 86 km a včetně vedlejších ramen měří 130 km, takže je po Canale Emiliano Romagnolo druhým nejdelším umělým tokem v Itálii. Napájí ho Přehrada Panperduto.
Zavlažuje území o rozloze 85 tisíc hektarů a zvyšuje zemědělskou produkci v srážkově chudé oblasti severně od Milána. Byla na něm vybudována zdymadla, umožňující lodní dopravu. Po břehu vede cyklostezka. V kanále žije okoun říční, perlín ostrobřichý, hlaváč Bonellův, candát obecný a parma slovinská.
Projektoval ho inženýr Eugenio Villoresi, po němž byl pojmenován. Stavba proběhla v letech 1877 až 1890.
Na březích kanálu v Monze byl v roce 2010 zřízen Villoresiho park.